# Liviu Rebreanu Emlékmúzeum
A priszlopi Liviu Rebreanu Emlékmúzeum műemléknek nyilvánított múzeum Romániában, Beszterce-Naszód megyében. A romániai műemlékek jegyzékében a BN-IV-m-B-01747 sorszámon szerepel.